# Pružatovac
Pružatovac es una población rural de la municipalidad de Mladenovac, en el distrito de Belgrado, Serbia.

## Superficie
Posee una superficie de 10,34 kilómetros cuadrados.

## Demografía
Hasta 2011 la población era de 859 habitantes, con una densidad de población de 83,10 habitantes por kilómetro cuadrado.